# 22. SS-Freiwilligen-Kavallerie-Division
22. SS-Freiwilligen-Kavallerie-Division var en tysk militär enhet inom Waffen-SS. Manskapet bestod i huvudsak av Volksdeutsche ur den ungerska armén och deltog i slaget om Budapest. Befälhavare var SS-Brigadeführer August Zehender.